# Miguel Ángel Moyà
Miguel Ángel Moyà Rumbo (Binissalem, 2 de abril de 1984) é um ex-futebolista espanhol que atuava como goleiro.

## Carreira
Miguel Ángel Moyà começou a carreira no Mallorca, em 2002.

## Títulos
Atlético de Madrid
- Supercopa da Espanha: 2014
- Troféu Ramón de Carranza: 2015
- Copa Audi: 2017

Real Sociedad
- Copa do Rei: 2019–20

Seleção Espanhola
- Eurocopa Sub-17: 2001
- Eurocopa Sub-19: 2002